# Зелена Поляна (Житомирський район)
Зелена Поля́на — село в Україні, в Пулинській селищній територіальній громаді Житомирського району Житомирської області. Чисельність населення становила 168 осіб (2001).

## Історія
Колишня назва Ґрінталь (до 07.06.1946 р.) — колонія Пулинської волості Житомирського повіту Волинської губернії.
До 8 червня 2017 року — адміністративний центр Зеленополянської сільської ради Пулинського району Житомирської області.